# TREASURE COLLECTION (L⇔Rのアルバム)
『TREASURE COLLECTION』(トレジャー・コレクション)はL⇔Rのベスト・アルバム。

## 概要
- 収録曲・曲順は1994年リリースの『Singles&More』とほとんど同じで、相違点は「REMEMBER」を除いたのみ。

## 収録曲
全編曲:L⇔R&D.O.Y.T.
1. TUMBLING DOWN (4:15)
作詞:黒沢健一、作曲:黒沢秀樹
3rdシングルの1曲目。
2. RAINDROP TRACES (4:09)
作詞:黒沢健一、作曲:黒沢健一
3rdシングルの2曲目。
3. NOW THAT SUMMER IS HERE (4:34)
作詞:黒沢健一、作曲:黒沢健一
4thシングル。
4. BYE BYE POPICLE (3:39)
作詞:黒沢健一・黒沢秀樹、作曲:黒沢健一・黒沢秀樹
1stシングルの2曲目。
5. LAZY GIRL (3:45)
作詞:黒沢健一、作曲:黒沢健一
1stシングルの1曲目。
6. (I WANNA)BE WITH YOU (4:53)
作詞:黒沢健一、作曲:黒沢健一
2ndシングル。
7. LAUGH SO ROUGH (1:47)
作詞:Brian Peck、作曲:黒沢健一
アルバム「LAUGH + ROUGH」収録曲。
8. HOLD IN'OUT(YOU & ME TOGETHER) (4:15)
作詞:L⇔R、作曲:L⇔R
アルバム「Lefty in the Right」収録曲。
9. YOUNGER THAN YESTERDAY (4:22)
作詞:L⇔R、作曲:黒沢健一
アルバム「LAUGH + ROUGH」収録曲。
10. BABY BACK (4:17)
作詞:L⇔R、作曲:黒沢健一
アルバム「LAUGH + ROUGH」収録曲。
11. TELEPHONE CRAZE (4:18)
作詞:黒沢健一、作曲:黒沢健一・木下裕晴
アルバム「Land of Riches」収録曲。
12. CIRCLING TIMES SQUARE (5:11)
作詞:嶺川貴子、作曲:嶺川貴子
アルバム「Land of Riches」収録曲。
13. EQUINOX (4:19)
作詞:SHONEN UMINO、作曲:黒沢健一
アルバム「Land of Riches」収録曲。